# Тенерифе (футбольный клуб)
«Тенери́фе» (исп. Club Deportivo Tenerife) — испанский футбольный клуб из города Санта-Крус-де-Тенерифе, выступающий в Сегунде. Основан в 1912 году. Неоднократный чемпион и обладатель различных региональных трофеев Канарских островов и одна из самых популярных команд архипелага. Лучшими периодами истории клуба можно назвать сезон 1992/93, когда «Тенерифе» занял 5-е место в Примере, дошёл до полуфинала Кубка Короля, что позволило ему в сезоне 1993/94 дебютировать в Кубке УЕФА, и сезон 1996/97, когда «Тенерифе» удалось дойти до полуфинала Кубка УЕФА. Домашние матчи проводит на стадионе «Элиодоро Родригес Лопес», вмещающем около 22 824 зрителя.

## История

### От истоков до современной эры (1912—1989)

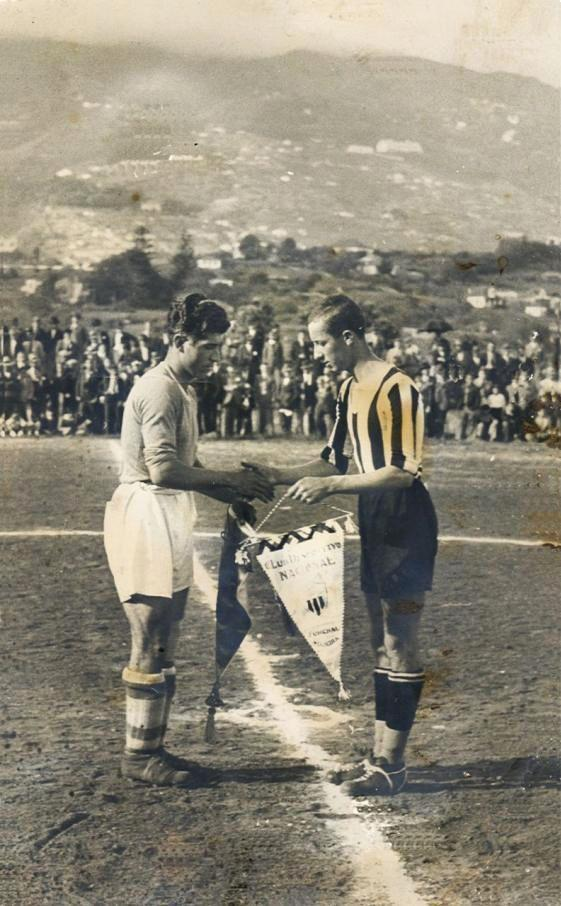
Матч между «Насьонал Мадейрой» и «Тенерифе» в 1925 году.

Основан 21 ноября 1912 года как «Спортинг Тенерифе» в результате слияния нескольких футбольных клубов острова в один. «Спортинг Тенерифе» три раза подряд становился чемпионом Канарских островов в 1914, 1915 и 1916 годах, чего не смогла добиться больше ни одна команда после него. Известно, что в 1915 году «Спортинг Тенерифе» посещал Андалусию, где одержал победу над «Севильей» и «Кадисом». В 1922 году в клубе меняется руководство, а команду меняет название на «Депортиво Тенерифе». Примечательной деталью является то, что до 2008 года, 1922 год считался годом рождения клуба. Этот факт вызывал возмущения многих историков, пока в 2008 году руководство «Тенерифе» не учредило специальную комиссию призванную поставить точку на всех разногласиях. По итогам расследования комиссия признала 1912 год годом рождения команды. В 1925 году команда переезжает на «Элиодоре Родригес Лопес», стадион, являющийся домашней ареной клуба по сей день.
Несмотря на старт Ла Лиги в 1928 году, «Депортиво Тенерифе» играл на региональном уровне ещё не одно десятилетие. Клуб неоднократно становился чемпионом Канарских островов, а также обладателем различных региональных трофеев. Серьёзным испытанием для «Депортиво Тенерифе» стали годы Второй мировой войны и послевоенные годы. Клуб несколько раз стоял на грани расформирования, едва избегая худшего. Первую возможность выйти в Сегунду «Депортиво Тенерифе» получил в 1950 году, однако смог выйти в неё только в 1953 году.
«Депортиво Тенерифе» дебютировал в Примере в 1961 году, однако по итогам первого же сезона вернулся в Сегунду. В 1968 году после нескольких неудачных лет клуб вылетает в Сегунду Б. Продолжая терпеть неудачи «Депортиво Тенерифе» все же удаётся вернуться в Сегунду в 1971 году, и удержаться в ней до 1978 года. В 1983 году усилиями президента клуба Пепе Лопеса, клуб возвращается в Сегунду, где после 3-х неуверенных сезонов вновь понижается в классе.
В 1986 году «Депортиво Тенерифе» принимает новый президент — Хавьер Перес. На этот момент команда играет в Сегунде Б и имеет внушительный долг в 320 млн песет. Перес привлекает к работе с командой Мартина Марреро, и тому удаётся вывести команду в Сегунду по итогам сезона 1986/87. Примечательной деталью этого успеха стала беспроигрышная серия клуба в 21 матч.

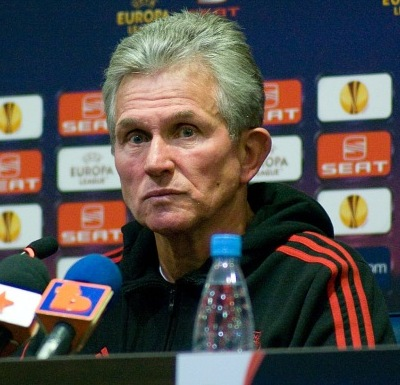
Под руководством Юппа Ха́йнкеса клуб добился невиданного успеха в Кубке УЕФА.

### Золотые годы (1989—1999)
После долгих 27 лет «Тенерифе» ворвался в Примеру в сезоне 1989/90. Первые годы, демонстрируя не самые лучшие результаты, клубу зачастую удавалось спасти от близости к зоне вылета, однако сезон 1992/93 изменил многое. Под руководством Хорхе Вальдано «Тенерифе» добивается своего наивысшего результате в истории — 5 места. Также в этом же сезоне клуб доходит до полуфинала Кубка Короля, устанавливая ещё одну историческую для себя планку. Этот успех даёт «Тенерифе» возможность в сезоне 1993/94 дебютировать в Кубке УЕФА, где, пройдя французский «Осер» и греческий «Олимпиакос», он вылетает на стадии 1/16 от итальянского «Ювентуса», несмотря на домашнюю победу над итальянцами 2:1. По итогам сезона 1995/96 игрок Хуан Антонио Пицци становится обладателем трофея Пичичи. В 1996 году под руководством Юппа Ха́йнкеса клуб вновь занимает 5-ю позицию по итогам чемпионата. В сезоне 1996/97 «Тенерифе» начинает ещё один поход за Кубком УЕФА, однако уступает в полуфинале турнира немецкому «Шальке 04».

### Возвращение в Сегунду (с 1999)

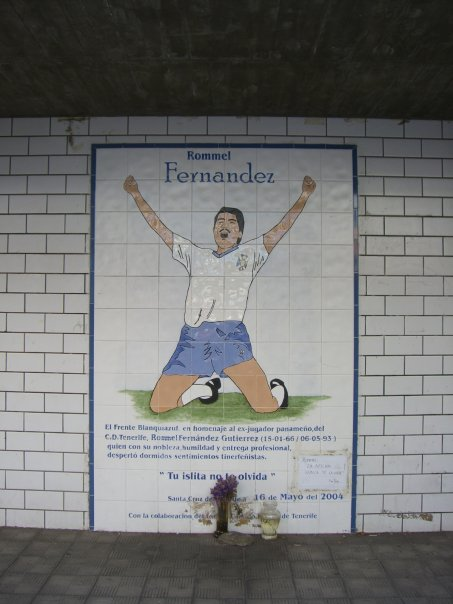
Памятная стена Роммеля Фернандеса на «Элиодоре Родригес Лопес».

После 10-ти подряд сезонов в элите испанского футбола «Тенерифе» вновь возвращается в Сегунду. Во многом этому поспособствовала нецелесообразная финансовая политика руководства клуба, а именно привлечение Домингуша Пасьенсы, самого дорогого игрока в истории «Тенерифе», а также подписания футболистов вроде Видмара и Андерссона. 17 июня 2001 года, после двух лет в Сегунде, Рафе Бенитесу с трудом удаётся обеспечить «Тенерифе» выход с Примеру через плей-офф. Завершив свою работу в клубе Бенитес передаёт дела Пепе Мелу, под чьим руководством клуб крайне неудачно начинает выступления в Примере. Вскоре кризис усугубляется и в 2002 году Мела на посту тренера, заменяет Хавьер Клементе, также оказавшийся бессильным в попытках остановить падения «Тенерифе». По итогам сезона 2001/02 «Тенерифе» вылетает в Сегунду, а сам сезон отмечается враждой между болельщиками и игроками клуба. Своё кресло теряет и президент клуба — Хавьер Перес, занимавший его с 1986 года.
2005 год клуб встречает с долгом в 54 млн евро. Серьёзная нестабильность внутри команды едва не заканчивается для «Тенерифе» вылетом в Сегунду Б. Президент клуба Виктор Перес Асканио уходит в отставку в 2006 году. Этот год ознаменовался серьёзным скандалом в который был втянут «Тенерифе» из-за деятельности ряда бизнесменов острова и политика Паулино Риверо, обвиняемых в спекуляции, коррупции и попытках делать бизнес прикрываясь клубом. Предприниматель Мигель Консепсьон становится новым президентом клуба, а «Тенерифе» с его приходом приобретает некоторую экономическую стабильность. Консепсьону удаётся уменьшить долг клуба до 30 млн евро, что сперва не вызывало особых подозрений общественности, пока всё же не появляются первые слухи о спекуляциях с продажей земли, что опять же становилось поводом для критики в адрес руководства клуба от журналистов, до политических партий.
После нескольких лет в Сегунде по итогам сезона 2008/09 «Тенерифе» удаётся вновь вернуться в Примеру, болельщики клуба получают от руководства Ла Лиги награду лучших болельщиков сезона. Однако опять же неверная политика внутри клуба, а также по-прежнему имеющиеся долги, приводят «Тенерифе» к очередному стремительному провалу, клуб вновь вылетает в Сегунду. В течение сезона 2010/11 руководство клуба выделяет спортивному директору клуба Олтре большие ресурсы на возвращение в Примеру. Его деятельность в этом направлении вызывает большую критику со стороны болельщиков. Начало сезона начавшееся с ряда серьёзных провалов как в чемпионате, так и кубке, привело к отставке тренера «Тенерифе» — Гонсало Арконада. Вскоре его временно сменил тренер дубля Альфредо Мерино, пока своё назначение не получил Хуан Карлос Мандиа, также не продемонстрировав ожидаемых результатов. В попытке успокоить болельщиков клуб отстраняет Олтру от должности, назначая Хуанхо Лоренсо новым спортивным директором «Тенерифе». Принявшись спасать клуб от вылета, Хуанхо Лоренсо вскоре смещает Мандиа, ввиду того, что специалист не смог оправдать доверие нового спортдиректора. На должность тренера привлекают Антонио Тапию, однако спасти «Тенерифе» от вылета в Сегунду Б ему также не удаётся.
В сезоне 2011/12 несмотря на внутреннюю нестабильность и смену ряда тренеров, «Тенерифе» удаётся занять 2-е место в своей группе и выйти в плей-офф, где после ряда успехов он был устранён «Понферрадиной». В этом сезоне болельщики продемонстрировали невероятную преданность и поддержку своей команды в трудное время. В сезоне 2012/13 клуб возглавляет Альваро Сервера. «Тенерифе» вновь удаётся попасть в плей-офф, и по его итогам вернутся в Сегунду. Несмотря на хорошее начало очередного этапа в Сегунде, в сезоне 2014/15 клуб был близок к вылету в Сегунду Б.
В сезоне 2016/17 «Тенерифе» вышел в финал плей-офф за право выхода в Примеру, однако минимально уступил «Хетафе» путёвку в элитный дивизион.

## Достижения
Национальные
- Победитель Ла Сегунды
  - Чемпион: 1960/61
- Кубок Испании
  - Полуфиналист: 1993/94

Региональные
- Чемпионат Канарских островов

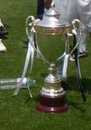
Кубок Элиодоре Родригеса Лопеса.

  - Чемпион (8): 1914, 1915, 1916, 1932, 1940, 1941, 1942, 1943
  - Вице-чемпион (9): 1912, 1913, 1917, 1919, 1923, 1924, 1929, 1930, 1946.
- Кубок Канарских островов
  - Обладатель (3): 2013, 2015, 2016.
  - Финалист (3): 2012, 2014, 2017.
- Кубок Элиодоре Родригеса Лопеса
  - Обладатель (2): 1951, 1954.

Международные
- Кубок УЕФА / Лига Европы УЕФА
  - Полуфиналист: 1997

Другие
- Трофей Тейде (Испания)
  - Победитель (24): 1973, 1974, 1976, 1981, 1982, 1984, 1986, 1989, 1991, 1992, 1993, 1994, 1995, 1996, 1998, 1999, 2003, 2004, 2007, 2008, 2010, 2013, 2015, 2016.
- Трофей города Санта-Крус-де-Тенерифе (Испания)
  - Победитель (12): 1971, 1987, 1990, 1991, 1995, 1996, 1998, 1999, 2008, 2009, 2010, 2013
- Трофей города Санта Крус-де-Ла-Пальма (Испания)
  - Победитель (2): 2008, 2015
- Трофей острова Пальма (Испания)
  - Победитель (2): 2011, 2012
- Трофей Сан Хинес (Испания)
  - Победитель (2): 1986, 2003
- Кубок Жоана Гампера (Испания)
  - Победитель (1): 1993
- Международный трофей города Пуэрто-де-ла-Крус (Испания)
  - Победитель (1): 1988
- Мемориал Карлоса Фуэнтеса (Испания)
  - Победитель (1): 2004
- Мемориал Хуанито Марреро (Испания)
  - Победитель (1): 2014
- Трофей города Хихон (Испания)
  - Победитель (1): 2003

Индивидуальные
- Трофей Пичичи (Примера)
  - Хуан Антонио Пицци: 1995/96
- Трофей ЕФЕ
  - Роммель Фернандес: 1990/91
- Трофей ЕФЕ
  - Фернандо Редондо: 1990 годы

## Стадион

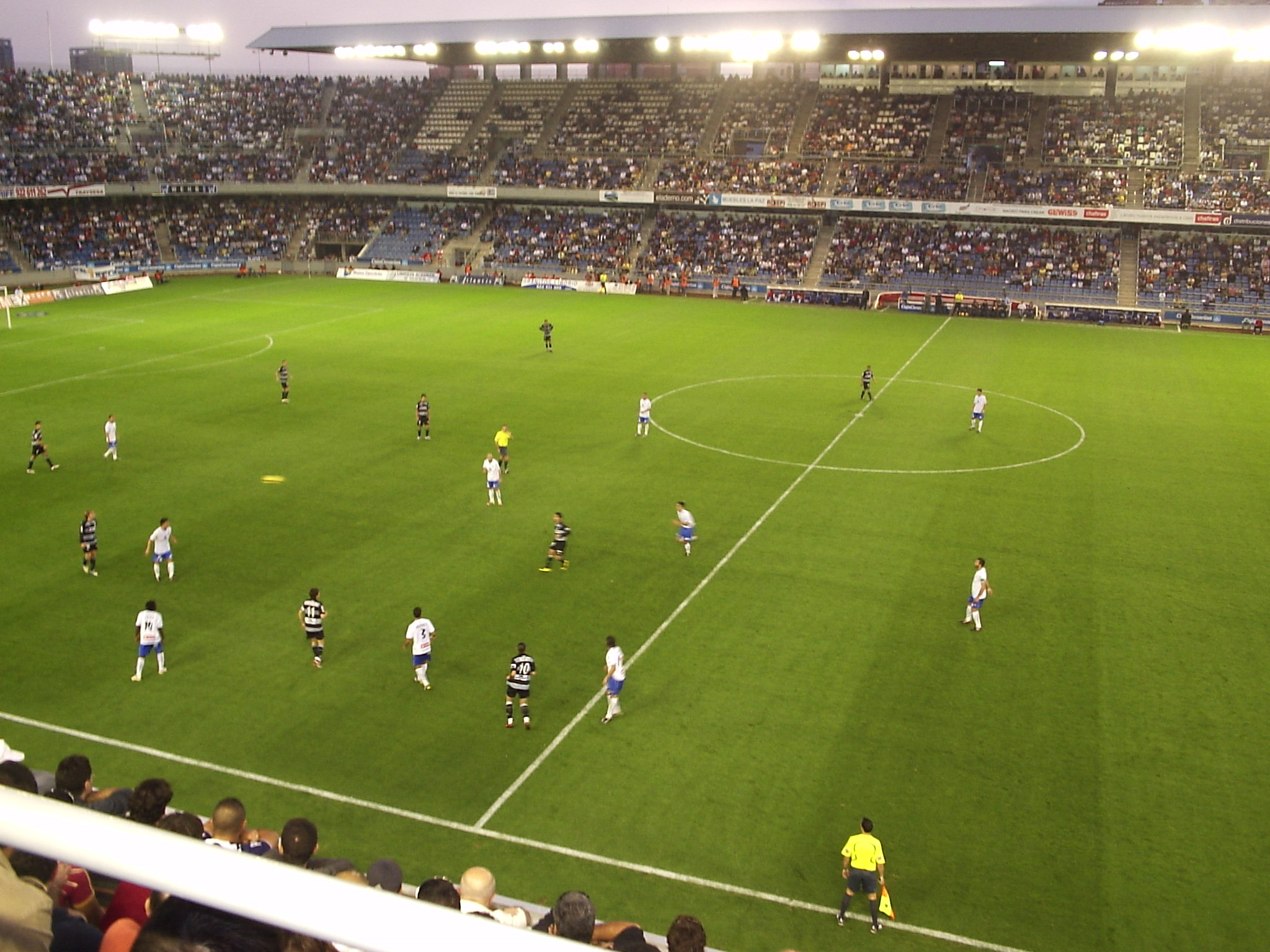
Эстадио Родригес Лопес во время матча Тенерифе — Реал Сосьедад в 2008 году.

Heliodoro Rodríguez López, принадлежит Кабилдо де Тенерифе. Он имеет 24 000 мест. Это 107 метров в длину и 70 метров в ширину, что делает его стадион с наибольшей площадью поверхности Канарских островов.

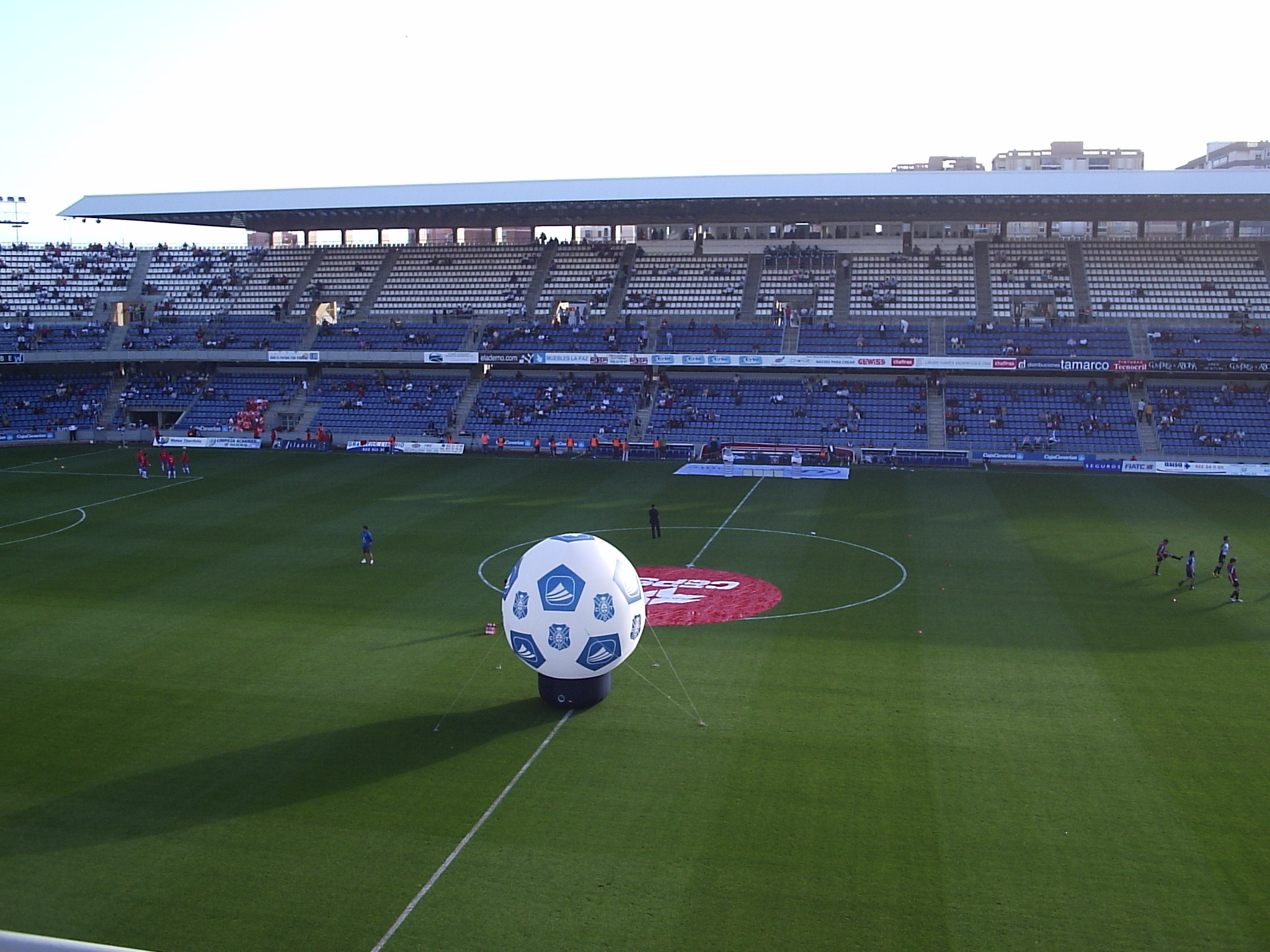
Стадион Родригеса Лопеса перед началом игры.

## Участие в еврокубках
| Сезон   | Турнир     | Раунд         | Страна     | Клуб                | Дома | Выезд | Общий счёт |
| ------- | ---------- | ------------- | ---------- | ------------------- | ---- | ----- | ---------- |
| 1993/94 | Кубок УЕФА | 1/64          | Франция    | Осер                | 2:2  | 1:0   | 3:2        |
| 1993/94 | Кубок УЕФА | 1/32          | Греция     | Олимпиакос (Пирей)  | 2:1  | 3:4   | 5:5        |
| 1993/94 | Кубок УЕФА | 1/16          | Италия     | Ювентус             | 2:1  | 0:3   | 2:4        |
| 1996/97 | Кубок УЕФА | 1/64          | Израиль    | Маккаби (Тель-Авив) | 3:2  | 1:1   | 4:3        |
| 1996/97 | Кубок УЕФА | 1/32          | Италия     | Лацио               | 5:3  | 0:1   | 5:4        |
| 1996/97 | Кубок УЕФА | 1/16          | Нидерланды | Фейеноорд           | 0:0  | 4:2   | 4:2        |
| 1996/97 | Кубок УЕФА | Четвертьфинал | Дания      | Брондбю             | 0:1  | 2:0   | 2:1        |
| 1996/97 | Кубок УЕФА | Полуфинал     | Германия   | Шальке 04           | 1:0  | 0:2   | 1:2        |

## Канарское дерби
Одно из довольно известных дерби на футбольной карте Испании между двумя самыми сильными командами архипелага Канарские острова — «Тенерифе» и «Лас-Пальмасом». Несмотря на то, что «Тенерифе» куда старше и на региональном уровне не только добился большего, а и творил футбольную историю архипелага, на национальном уровне, «Лас-Пальмас» шагнул немногим дальше, доказав то, что он достойный конкурент за право считаться лучшей командой Канарских островов.
Ла Лига
|           |          | Лас Пальмас — Тенерифе | Лас Пальмас — Тенерифе | Лас Пальмас — Тенерифе | Лас Пальмас — Тенерифе | Тенерифе — Лас Пальмас | Тенерифе — Лас Пальмас            | Тенерифе — Лас Пальмас | Тенерифе — Лас Пальмас | Тенерифе — Лас Пальмас |
| --------- | -------- | ---------------------- | ---------------------- | ---------------------- | ---------------------- | ---------------------- | --------------------------------- | ---------------------- | ---------------------- | ---------------------- |
| Сезон     | Дивизион | Дата                   | Стадион                | Счёт                   | Посещаемость           | Дата                   | Стадион                           | Счёт                   | Посещаемость           |                        |
| 1949-50   | Сегунда  | ?                      | Инсулар                | 1 — 0                  |                        | ?                      | Элиодоре Родригес Лопес (стадион) | 1 — 2                  |                        |                        |
| 1953-54   | Сегунда  | ?                      | Инсулар                | 1 — 1                  |                        | ?                      | Элиодоре Родригес Лопес (стадион) | 0 — 0                  |                        |                        |
| 1960-61   | Сегунда  | ?                      | Инсулар                | 0 — 0                  |                        | ?                      | Элиодоре Родригес Лопес (стадион) | 1 — 0                  |                        |                        |
| 1960-61   | Сегунда  | ?                      | Инсулар                | 0 — 1                  |                        | ?                      | Элиодоре Родригес Лопес (стадион) | 0 — 1                  |                        |                        |
| 1963-64   | Сегунда  | ?                      | Инсулар                | 1 — 0                  |                        | ?                      | Элиодоре Родригес Лопес (стадион) | 1 — 1                  |                        |                        |
| 1983-84   | Сегунда  | ?                      | Инсулар                | 0 — 2                  |                        | ?                      | Элиодоре Родригес Лопес (стадион) | 0 — 0                  |                        |                        |
| 1984-85   | Сегунда  | ?                      | Инсулар                | 1 — 0                  |                        | ?                      | Элиодоре Родригес Лопес (стадион) | 0 — 0                  |                        |                        |
| 1988-89   | Сегунда  | ?                      | Инсулар                | 2 — 2                  |                        | ?                      | Элиодоре Родригес Лопес (стадион) | 3 — 1                  |                        |                        |
| 1999-2000 | Сегунда  | 21 Августа 1999        | Инсулар                | 2 — 0                  |                        | 16 Января 2000         | Элиодоре Родригес Лопес (стадион) | 1 — 2                  |                        |                        |
| 2000-01   | Сегунда  | 18 Ноября 2000         | Инсулар                | 0 — 1                  |                        | 21 Апреля 2001         | Элиодоре Родригес Лопес (стадион) | 2 — 0                  |                        |                        |
| 2001-02   | Примера  | 5 Мая 2002             | Инсулар                | 0 — 1                  |                        | 22 Декабря 2001        | Элиодоре Родригес Лопес (стадион) | 1 — 3                  |                        |                        |
| 2002-03   | Сегунда  | 25 Января 2003         | Инсулар                | 1 — 0                  |                        | 21 Июня 2003           | Элиодоре Родригес Лопес (стадион) | 0 — 0                  |                        |                        |
| 2003-04   | Сегунда  | 4 Октября 2003         | Гран-Канария (стадион) | 1 — 1                  | 21,925                 | 7 Марта 2004           | Элиодоре Родригес Лопес (стадион) | 2 — 0                  | 22,325                 |                        |
| 2006-07   | Сегунда  | 21 Октября 2006        | Гран-Канария (стадион) | 0 — 0                  | 20,264                 | 24 Марта 2007          | Элиодоре Родригес Лопес (стадион) | 3 — 1                  | 18,302                 |                        |
| 2007-08   | Сегунда  | 5 Апрель 2008          | Гран-Канария (стадион) | 1 — 1                  | 29,132                 | 3 Ноября 2007          | Элиодоре Родригес Лопес (стадион) | 2 — 2                  | 17,693                 |                        |
| 2008-09   | Сегунда  | 22 Ноября 2008         | Гран-Канария (стадион) | 0 — 1                  | 26,161                 | 25 Апреля 2009         | Элиодоре Родригес Лопес (стадион) | 2 — 0                  | 21,647                 |                        |
| 2010-11   | Сегунда  | 4 Июня 2011            | Гран-Канария (стадион) | 1 — 0                  | 22,032                 | 23 Января 2011         | Элиодоре Родригес Лопес (стадион) | 1 — 1                  | 20,275                 |                        |
| 2013-14   | Сегунда  | 10 Мая 2014            | Гран-Канария (стадион) | 1 — 0                  | 31,123                 | 4 Декабря 2013         | Элиодоре Родригес Лопес (стадион) | 3 — 0                  | 18,040                 |                        |
| 2014-15   | Сегунда  | 1 Марта 2015           | Гран-Канария (стадион) | 1 — 1                  | 28,032                 | 28 Сентября 2014       | Элиодоре Родригес Лопес (стадион) | 2 — 1                  | 17,064                 |                        |

Кубок Короля
В общей сложности 19 встреч, из них 6 закончились в ничью, о остальном:
- «Тенерифе» — 3 победы
- «Лас-Пальмас» — 10 побед

Кубок Канарских островов
| Год  | Победитель  | Финалист    | 1 матч | 1 матч | 1 матч | 2 матч | 2 матч | 2 матч |
| Год  | Победитель  | Финалист    | Счёт   | Зрл.   | Поле   | Счёт   | Зрл.   | Поле   |
| ---- | ----------- | ----------- | ------ | ------ | ------ | ------ | ------ | ------ |
| 2011 | Лас Пальмас | Тенерифе    | 3 — 0  | 7,332  | ЛП     | 0 — 1  | 5,952  | ТФ     |
| 2012 | Лас Пальмас | Тенерифе    | 0 — 0  | 2,382  | ТФ     | 1 — 0  | 5,832  | ЛП     |
| 2013 | Тенерифе    | Лас Пальмас | 2 — 0  | 4,630  | ТФ     | 0 — 0  | 9,540  | ЛП     |
| 2014 | Лас Пальмас | Тенерифе    | 0 — 2  | 5,990  | ТФ     | 2 — 0  | 12,291 | ЛП     |
| 2015 | Тенерифе    | Лас Пальмас | 1 — 0  | 4,325  | ТФ     | 0 — 1  | 12,023 | ЛП     |
| 2016 | Тенерифе    | Лас Пальмас | 0 — 1  | 7,000  | ЛП     | 0 — 1  | 6,557  | ТФ     |

## Состав
По состоянию на 10 февраля 2022 года. Источник: Список игроков на transfermarkt.com
| №              | Игрок           | Страна                    | Дата рождения             | Бывший клуб       |
| Вратари        | Вратари         | Вратари                   | Вратари                   | Вратари           |
| -------------- | --------------- | ------------------------- | ------------------------- | ----------------- |
| 1              | Хуан Сориано    | Испания                   | 23 августа 1997 (27 лет)  | Севилья           |
| 13             | Дани Эрнандес   | Венесуэла                 | 21 октября 1985 (39 лет)  | Вальядолид        |
| Защитники      |                 |                           |                           |                   |
| 3              | Алекс Муньос    | Испания                   | 30 июля 1994 (31 год)     | Реал Сарагоса     |
| 4              | Хосе Леон       | Испания                   | 3 февраля 1995 (30 лет)   | Алькоркон         |
| 14             | Карлос Руис     | Испания                   | 20 июля 1983 (42 года)    | Понферрадина      |
| 15             | Карлос Помарес  | Испания                   | 5 декабря 1992 (32 года)  | Алькоркон         |
| 21             | Шак Мур         | Соединённые Штаты Америки | 2 ноября 1996 (28 лет)    | Атлетико Леванте  |
| 22             | Жереми Мелло    | Франция                   | 28 марта 1994 (31 год)    | Генгам            |
| 23             | Никола Шипчич   | Черногория                | 17 мая 1995 (30 лет)      | Рад               |
| Полузащитники  |                 |                           |                           |                   |
| 2              | Пабло Ларреа    | Испания                   | 4 февраля 1994 (31 год)   | Понферрадина      |
| 6              | Алекс Корредера | Испания                   | 19 марта 1996 (29 лет)    | Бадахос           |
| 8              | Хави Алонсо     | Испания                   | 1 августа 1998 (27 лет)   | Воспитанник клуба |
| 10             | Сэмюэл Шашуа    | Англия                    | 13 мая 1999 (26 лет)      | Тоттенхэм Хотспур |
| 11             | Алекс Бермехо   | Испания                   | 11 декабря 1998 (26 лет)  | Эспаньол B        |
| 12             | Серхио Гонсалес | Испания                   | 14 мая 1997 (28 лет)      | Кадис             |
| 16             | Айтор Санс      | Испания                   | 13 сентября 1984 (40 лет) | Овьедо            |
| 17             | Матиас Науэль   | Испания                   | 22 ноября 1996 (28 лет)   | Олимпиакос        |
| 19             | Рубен Диес      | Испания                   | 18 августа 1993 (31 год)  | Кастельон         |
| 24             | Мичел Эрреро    | Испания                   | 29 июля 1988 (37 лет)     | Реал Вальядолид   |
| Нападающие     |                 |                           |                           |                   |
| 7              | Марио Гонсалес  | Испания                   | 25 февраля 1996 (29 лет)  | → Брага           |
| 9              | Элади Соррилья  | Испания                   | 13 июля 1990 (35 лет)     | Картахена         |
| 18             | Энрик Гальего   | Испания                   | 12 сентября 1986 (38 лет) | Осасуна           |
| 20             | Андрес Мартин   | Испания                   | 11 июля 1999 (26 лет)     | → Райо Вальекано  |
| 27             | Этьян Гонсалес  | Испания                   | 6 июня 2002 (23 года)     | Воспитанник клуба |
| 28             | Виктор Мольехо  | Испания                   | 21 января 2001 (24 года)  | → Атлетико Мадрид |
| Главный тренер |                 |                           |                           |                   |
|                | Асьер Гаритано  | Испания                   | 6 декабря 1969 (55 лет)   | Леганес           |

## Форма

### Домашняя
| 2011/12 | 2012/13 | 2013/14 | 2014/15 | 2015/16 | 2016/17 | 2017/18 | 2018/19 | 2019/20 | 2020/21 | 2021/22 |
| 2023/24 | 2024/25 |         |         |         |         |         |         |         |         |         |

### Гостевая
| 2011/12 | 2012/13 | 2013/14 | 2014/15 | 2015/16 | 2016/17 | 2017/18 | 2018/19 | 2019/20 | 2020/21 | 2021/22 |
| 2023/24 | 2024/25 |         |         |         |         |         |         |         |         |         |

### Резервная
| 2011/12 | 2012/13 | 2013/14 | 2014/15 | 2015/16 | 2016/17 | 2017/18 | 2019/20 | 2020/21 | 2021/22 | 2024/25 |

Источники:,